# Karl Pauspertl
Karl Pauspertl (geboren als Karl Pauspertl von Drachenthal, 18. Oktober 1897 in Pljevlja, Osmanisches Reich; gestorben 7. April 1963 in Wien, Namensänderung 1919 mit dem Adelsaufhebungsgesetz) war ein österreichischer Kapellmeister und Komponist.

## Leben
Karl Pauspertl von Drachenthal war ein Sohn eines österreichischen Offiziers, der im besetzten Sandschak Pljevlja im Osmanischen Reich stationiert war. Er studierte Philosophie und Musik an der Wiener Musikakademie bei Franz Schmidt und Clemens Krauss. Im Ersten Weltkrieg wurde er 1916 als Militärmusiker eingezogen und wurde Leiter der Kapelle des K.u.k. Infanterieregiments Nr. 57.

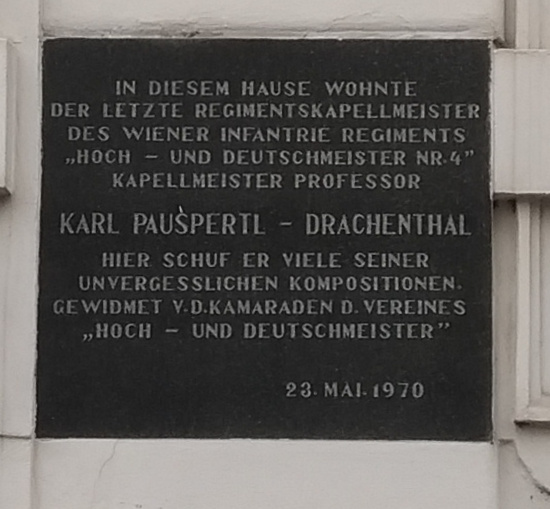
Gedenktafel in Wien

Nach Kriegsende war Pauspertl Solokorrepetitor an der Staatsoper Wien und wurde dann erster Kapellmeister am Burgtheater. Er wechselte als Theaterkapellmeister an das Schlesische Theater Troppau in der Tschechoslowakei und kam danach nach Berlin.
Von 1934 bis 1938 war er in Wien Leiter der Hoch- und Deutschmeister-Kapelle. Pauspertl komponierte Orchesterwerke, Männerchöre, Tänze, Militärmärsche und Filmmusik, er bearbeitete Operetten. Er stand 1944 in der Gottbegnadeten-Liste des Reichsministeriums für Volksaufklärung und Propaganda.
Nach Kriegsende wurde Pauspertl Direktor und Dirigent des Niederösterreichischen Tonkünstlerorchesters und arbeitete dann noch als Komponist für den ORF.